# Jesse Lee Soffer
Jesse Lee Soffer (Ossining, Nueva York, 23 de abril de 1984) es un actor estadounidense, más conocido por su papel de Will Munson en la telenovela As the World Turns, que recibió varias nominaciones a los Premios Emmy. Es conocido por interpretar al detective Jay Halstead en la serie Chicago P.D.

## Primeros años
Soffer nació en Ossining, Nueva York, Estados Unidos. Es hijo de Jill y Stan Soffer y tiene tres hermanastras y un hermanastro. Su familia se mudó a los alrededores de Ossining y Tarrytown, y tiempo después a Connecticut. Comenzó con la actuación a la edad de 6 años. Después de interpretar, durante unos seis años, distintos roles frente a la cámara, Soffer decidió centrarse en sus estudios, es por eso que se inscribió en la Academia The Gunnery, un internado ubicado en Connecticut. Fue capitán de su equipo de fútbol de escuela secundaria. También formaba parte del equipo de remo y jugó al baloncesto. Soffer cursó estudios en la Universidad de Nueva York.

## Carrera
Su debut como actor fue a los 6 años en un comercial de cereales Kix. En 1993 a la edad de ocho años, hizo su debut en el cine junto a John Goodman y Cathy Moriarty en Matinee. Poco después fue elegido como Percival en Safe Passage. En 1995, interpretó el papel de Bobby Brady en The Brady Bunch Movie y nuevamente en A Very Brady Sequel un año después. Soffer interpretó a un fugitivo que se vuelve policía en la película para televisión From the Mixed-Up Files de Basil E. Frankweiler.
Trabajó con el director Richard Shepard en la serie de AMC, The Royale. En 1998, Soffer fue elegido como integrante del elenco regular en la serie Two of a Kind. Él también interpretó el papel de Max Nickerson en Guiding Light en 1999. Después de cuatro meses en el programa, abandonó temporalmente la actuación para centrarse en sus estudios.
Luego de graduarse, se enfocó solo en la actuación. En 2004 se hizo cargo de interpretar el papel de Will Munson en la telenovela de la NBC As the World Turns, lo que le proporcionó tres nominaciones a los premios Emmy por tres años consecutivos, 2006, 2007 y 2008, Soffer interpretó este papel hasta el 4 de abril de 2008, retomándolo en julio de 2010.
Soffer hizo su regreso a la pantalla grande en el largometraje independiente Gracie de Davis Guggenheim. En 2010 participó en la película de ciencia ficción In Time. 
Jesse Lee Soffer ha actuado como invitado en varias series de televisión, como CSI: Miami, The Mentalist y en Rizzoli & Isles. En 2012 fue contratado para la serie de FOX, The Mob Doctor en la que dio vida al hermano de la protagonista.
En junio de 2013, se informó que Soffer se había unido al elenco principal de Chicago P.D., un spin-off de Chicago Fire de la cadena NBC. Su personaje se introdujo en la segunda temporada de la serie madre Chicago Fire. El estreno de Chicago P.D. fue el 8 de enero de 2014, el 19 de marzo de 2014 NBC renovó la serie para una segunda temporada y el 5 de febrero de 2015  para una tercera temporada. En esta serie él hace sus propias acrobacias y escenas de riesgo.
El 24 de septiembre de 2014 apareció en la segunda temporada de la serie web Talking married con Ryan Bailey.

## Filmografía

### Cine
| Año  | Película              | Papel         |
| ---- | --------------------- | ------------- |
| 1993 | Matinee               | Dennis Loomis |
| 1993 | The Silent Alarm      | papel menor   |
| 1994 | Safe Passage          | Percival      |
| 1995 | The Brady Bunch Movie | Bobby Brady   |
| 1996 | A Very Brady Sequel   | Bobby Brady   |
| 2007 | Gracie                | Johnny Bowen  |
| 2011 | In Time               | Webb          |

### Televisión
| Año             | Programa                                             | Papel                 |
| --------------- | ---------------------------------------------------- | --------------------- |
| 1995            | Wings                                                | Bobby Brady           |
| 1995            | From the Mixed-Up Files of Mrs. Basil E. Frankweiler | Jamie Kincaid         |
| 1996            | The Royale                                           | Billy                 |
| 1998            | Two of a Kind                                        | Taylor Donovan        |
| 1999            | Guiding Light                                        | Max Nickerson         |
| 2004-2008; 2010 | As the World Turns                                   | Will Munson           |
| 2008            | The Awakening of Spring                              | Michael               |
| 2008            | CSI: Miami                                           | Shane Huntington      |
| 2009            | The Philanthropist                                   | Dean Fitzsimmons      |
| 2010            | The Whole Truth                                      | Joven amante          |
| 2011            | El Mentalista                                        | Alan Dinkler          |
| 2011            | Rizzoli & Isles                                      | Jacob Wilson          |
| 2012-2013       | The Mob Doctor                                       | Nate Devlin           |
| 2013            | Hatfields & McCoys                                   | Patrick McCoy         |
| 2013            | Jodi Arias: Dirty Little Secret                      | Travis Alexander      |
| 2013-2022       | Chicago Fire                                         | Jay Halstead          |
| 2014-2022       | Chicago P.D.                                         | Jay Halstead          |
| 2014            | Law & Order: Special Victims Unit                    | Jay Halstead          |
| 2016            | Chicago Med                                          | Jay Halstead          |
| 2016            | Chicago Justice                                      | Jay Halstead          |
| 2025            | FBI International                                    | Wesley "Wes" Mitchell |

## Premios y nominaciones

### Premios Emmy
- 2006, 2007, 2008: Nominado "Mejor Actor Joven en Serie Dramática" por As the World Turns.